# Piotr Kucharski (1896–1940)
Piotr Kucharski (ur. 27 czerwca 1896 w Hrubieszowie, zm. między 4 a 7 kwietnia 1940 w Katyniu) – kapitan artylerii Wojska Polskiego, ofiara zbrodni katyńskiej.

## Życiorys
Urodził się w rodzinie Wincentego i Katarzyny z Pawłowskich.
Żołnierz I Korpusu Polskiego w Rosji. Uczestnik wojny polsko-bolszewickiej. Po ukończeniu 22. klasy Szkoły Podchorążych Piechoty w Warszawie otrzymał nominację na stopień podporucznika z dniem 1 sierpnia 1920 i 55 lokatą. Był wtedy przydzielony do batalionu zapasowego 63 pułku piechoty.
W okresie międzywojennym pozostał w wojsku. W 1923 w stopniu porucznika ze starszeństwem z dniem 1 lutego 1921 i 7 lokatą w korpusie oficerów piechoty służył w 42 pułku piechoty. Z dniem 18 listopada 1923 został odkomenderowany (bez prawa należności za przeniesienie służbowe) na dwuletni Kurs Normalny 1923–1925 do Oficerskiej Szkoły Topografów. Po ukończeniu kursu 1 października 1925 przydzielony do WIG i skierowany celem przeszkolenia do 4 pułku artylerii ciężkiej. W grudniu 1926 roku został przeniesiony z korpusu oficerów piechoty do korpusu oficerów artylerii i wcielony do 4 pułku artylerii ciężkiej. W 1933 został przydzielony do dyspozycji inspektora armii gen. Berbeckiego, pozostając oficerem 4 pac. W 1935 został przydzielony do WIG na okres od 14 maja do 30 października, pozostając oficerem 4 pac. Koszty delegacji pokrył Wojskowy Instytut Geograficzny. Następnie pełnił służbę w 1 pułku artylerii najcięższej. W 1936, jako absolwent OST otrzymał prawo noszenia „znaku naukowego”. Na stopień kapitana został mianowany ze starszeństwem z 19 marca 1937 w korpusie oficerów artylerii. W marcu 1939 był adiutantem 1 pułku artylerii najcięższej.
Podczas kampanii wrześniowej 1939 walczył w dywizjonie artylerii najcięższej które rozwinął 1 pan. Mógł to być 12 lub 13 dywizjon artylerii najcięższej. Po agresji ZSRR na Polskę został wzięty do niewoli radzieckiej. Według stanu na kwiecień 1940 był jeńcem obozu w Kozielsku. Między 3 a 5 kwietnia 1940 przekazany do dyspozycji naczelnika Zarządu NKWD Obwodu Smoleńskiego – lista wywózkowa bez numeru poz. 20 z 2 kwietnia1940. Został zamordowany między 4 a 7 kwietnia 1940 w lesie katyńskim przez funkcjonariuszy Obwodowego Zarządu NKWD w Smoleńsku oraz pracowników NKWD przybyłych z Moskwy na mocy decyzji Biura Politycznego KC WKP(b) z 5 marca 1940. Ofiary tej zbrodni grzebano w bezimiennych mogiłach zbiorowych, gdzie od 28 lipca 2000 mieści się oficjalnie Polski Cmentarz Wojenny w Katyniu. W miejscu tym prowadzone były ekshumacje i prace archeologiczne, jednak Piotr Kucharski nie został zidentyfikowany.
Był żonaty z Haliną z Zalasów.
5 października 2007 minister obrony narodowej Aleksander Szczygło mianował go pośmiertnie na stopień majora. Awans został ogłoszony 9 listopada 2007 w Warszawie, w trakcie uroczystości „Katyń Pamiętamy – Uczcijmy Pamięć Bohaterów”.

## Ordery i odznaczenia
- Krzyż Walecznych[5]
- Srebrny Krzyż Zasługi[1]
- Medal Pamiątkowy za Wojnę 1918–1921[1]
- Medal Zwycięstwa – 28 czerwca 1930[28]